# Castellammare del Golfo
Castellammare del Golfo (sicilsky Casteddammari ) je italská obec v provincii Trapani.
Každé dva roky se zde slaví historická připomínka útoku Angličanů na přístav, překaženého, podle legendy, Pannou Marií Pomocnou.

## Okolní obce
Alcamo, Buseto Palizzolo, Calatafimi-Segesta, Custonaci, San Vito Lo Capo, Balestrate

## Hospodářství
Ekonomika města je založena zejména na turismu, v menší míře pak na vinařství a rybolovu.

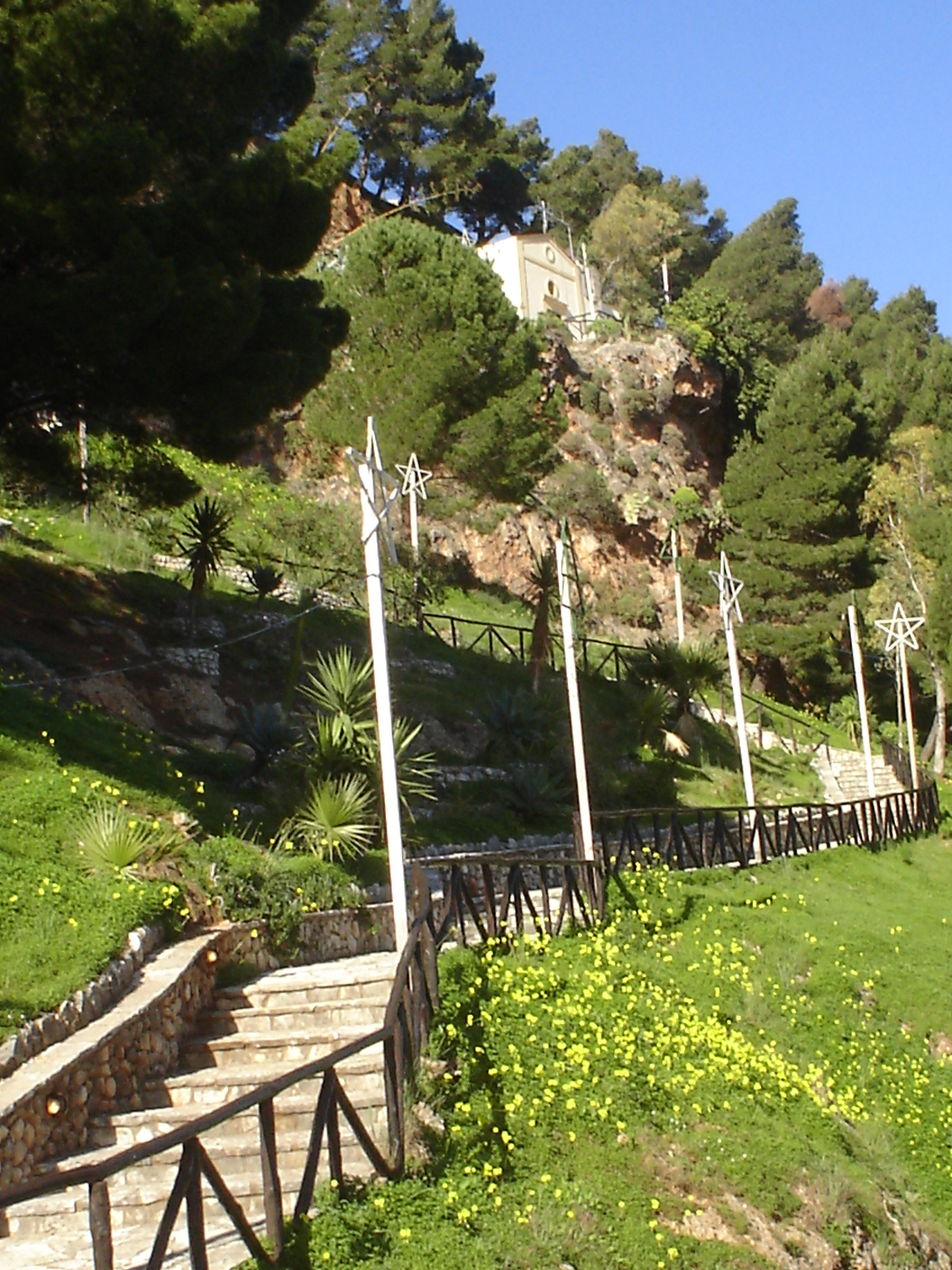
Kostel Madonna della Scala

## Legendy o městě

### Útok Angličanů na přístav
Legenda praví, že 13. července 1718, v době kdy město bylo zataženo do sporu mezi Filipem V. Španělským a Viktorem Amadeem II. Savojským kvůli nadvládě nad Sicílií, našla jedna ze španělských lodí na útěku před Angličany útočiště v přístavu v Castellammare. Z hradu nad přístavem byly na Angličany vystřeleny rány z kanónu na obranu Španělů. To vyvolalo zuřivou reakci Angličanů. Vyděšení obyvatelé Castellammare prosili Panenku Marii, aby jim pomohla. Ta se potom zjevila nad přístavem se zástupem andělů. Angličané dostali strach, opustili přístav a bitvu vzdali.

### Kostel Chiesa della Madonna della Scala
Chiesa della Madonna della Scala je malý kostel nad přístavem. Podle legendy se večer 7. září 1641 spustila prudká bouře.
Maria D’Angelo zrovna pásla stádo v horách v Castellammare a chtěla se schovat před deštěm v jeskyni vyhloubené bleskem chvilku předtím. V jeskyni našla měděnou a rezavou krabičku. Když ji otevřela, našla uvnitř další, stříbrnou, na níž byl monogram Panenky Marie a kříž. V tu chvíli bouře ustala a dívka byla nalezena rodinou, která už nedoufala, že ji najde živou. Když castellammarský kněz otevřel krabičku, našel zde stříbrný kříž a relikviář obsahující obrázek Panny Marie, která v náručí držela Ježíška a to vše ozdobené drahým kamením a zlatem. To bylo prohlášeno za zázrak a na místě byl postaven kostel.